# Selenaspidus perspinosus
Selenaspidus perspinosus är en insektsart som först beskrevs av Leonardi 1914.  Selenaspidus perspinosus ingår i släktet Selenaspidus och familjen pansarsköldlöss.
Artens utbredningsområde är Guinea. Inga underarter finns listade i Catalogue of Life.